# Young Kyun Park
Young Kyun Park o Park Young-Kyun (nacido el 16-08-1967) es un exboxeador nacido en Seúl, que fue campeón mundial de peso pluma en el año 1991 cuando le arrebató el título por decisión unánime al venezolano Antonio Esparragoza. Park hizo su debut el 9 de diciembre de 1986 y acumuló una marca 32 peleas, 28 victorias, 16 nocauts, y 3 derrotas, retirándose el 27 de mayo de 1995, después de perder por segunda vez ante el boxeador venezolano Eloy Rojas con quien tuvo una gran rivalidad durante toda su carrera.

## Carrera profesional
Park debutó el 9 de diciembre de 1986 ante Hak-Soo Kim al que derrotó por nocaut en el primer asalto. Estuvo invicto durante 12 peleas donde consiguió ganar el título coreano del peso super gallo, sin embargo sería derrotado en su primera defensa por Jae Won Choi por una decisión. El 21 de enero de 1990 ganaría el título del Pacífico Oriental (OPBF). Defendería el título en 2 ocasiones antes de abandonarlo para ir por el Título Mundial ante Antonio Esparragoza, Park superó al veterano campeón de 31 años en todas las tarjetas coronándose así como Campeón Mundial del Peso pluma. Defendería el título mundial en 8 ocasiones antes de perder ante Eloy Rojas. boxeador que había derrotado en la segunda defensa de su título.

## Registro Profesional
| 28 Ganadas (16 KOs), 3 Derrotas,1 Empates |        |                           |                        |             |            |                         |                                                  |
| Res.                                      | Récord | Oponente                  | Tipo                   | Rd. Tiempo  | Datos      | Localidad               | Nota                                             |
| D                                         | 28-3-1 | Eloy Rojas                | SD (decisión dividida) | 12          | 27-05-1995 | Gwangju,Corea del Sur   | Pelea por el título Mundial AMB del Peso pluma   |
| G                                         | 28-2-1 | Somsak Srichan            | TKO                    | 4,(12)      | 27-08-1994 | Gangneung,Corea del Sur |                                                  |
| G                                         | 27-2-1 | Miko Adalim               | KO                     | 5(12), 1:44 | 22-05-1994 | Seúl, Corea del Sur     |                                                  |
| D                                         | 26-2-1 | Eloy Rojas                | SD (decisión dividida) | 12          | 04-12-1993 | Damyang,Corea del Sur   | Pierde el título Mundial AMB del Peso pluma      |
| G                                         | 26-1-1 | Tae Shik Jun              | UD                     | 12          | 04-09-1993 | Damyang,Corea del Sur   | Retiene el título Mundial AMB del Peso pluma     |
| G                                         | 25-1-1 | Thanomchit Kiatkriengkrai | TKO                    | 4,(12)      | 20-03-1993 | Jeju,Corea del Sur      | Retiene el título Mundial AMB del Peso pluma     |
| G                                         | 24-1-1 | Ever Beleno               | UD                     | 12          | 19-12-1992 | Changwon,Corea del Sur  | Retiene el título Mundial AMB del Peso pluma     |
| G                                         | 23-1-1 | Giovanni Nieves           | UD                     | 12          | 25-04-1992 | Gyeongju,Corea del Sur  | Retiene el título Mundial AMB del Peso pluma     |
| G                                         | 22-1-1 | Koji Matsumoto            | TKO                    | 11,(12)     | 29-08-1992 | Ansan, Corea del Sur    | Retiene el título Mundial AMB del Peso pluma     |
| G                                         | 21-1-1 | Seiji Asakawa             | KO                     | 9,(12)      | 25-01-1992 | Incheon,Corea del Sur   | Retiene el título Mundial AMB del Peso pluma     |
| G                                         | 20-1-1 | Eloy Rojas                | UD                     | 12          | 14-09-1991 | Seúl, Corea del Sur     | Retiene el título Mundial AMB del Peso pluma     |
| G                                         | 19-1-1 | Masuaki Takeda            | TKO                    | 6(12        | 15-06-1991 | Seúl, Corea del Sur     | Retiene el título Mundial AMB del Peso pluma     |
| G                                         | 18-1-1 | Antonio Esparragoza       | UD                     | 12          | 30-03-1991 | Gwangju,Corea del Sur   | Gana el título Mundial AMB del Peso pluma        |
| G                                         | 17-1-1 | Bonnie Balientos          | TKO                    | 3;(10)      | 02-02-1991 | Busan,Corea del Sur     |                                                  |
| G                                         | 16-1-1 | Cris Saguid               | SD (decisión dividida) | 10          | 10-11-1990 | Jeju,Corea del Sur      | Retiene el título OPBF del Peso pluma            |
| G                                         | 15-1-1 | Jimmy Sithfaidang         | KO                     | 2;(10)      | 21-07-1990 | Gwangju,Corea del Sur   | Retiene el título OPBF del Peso pluma            |
| G                                         | 14-1-1 | Jojo Cayson               | KO                     | 8;(10)      | 21-01-1990 | Seúl, Corea del Sur     | Gana el título OPBF del Peso pluma               |
| G                                         | 13-1-1 | YongMan Chun              | PTS                    | 10          | 29-10-1989 | Daegu,Corea del Sur     | Gana el título Sur coreano del Peso pluma        |
| G                                         | 12-1-1 | Leon Collins              | KO                     | 9(10),0:10  | 08-07-1989 | Daegu,Corea del Sur     |                                                  |
| D                                         | 11-1-1 | Jae Won Choi              | UD                     | 10          | 27-11-1988 | Seúl, Corea del Sur     | Pierde el título sur coreano del Peso supergallo |
| G                                         | 11-0-1 | Yung-Duk Park             | UD                     | 10          | 17-07-1988 | Seúl, Corea del Sur     | Gana el título sur coreano del Peso supergallo   |
| E                                         | 10-0-1 | Jung-Woo Park             | Decisión               | 10          | 31-10-1987 | Iksan, Corea del Sur    | Pelea por título sur coreano del Peso supergallo |
| G                                         | 10-0   | Jung-Ho Lee               | KO                     | 7,(8)       | 18-07-1987 | Boeun,Corea del Sur     |                                                  |
| G                                         | 9-0    | Suk-Bong Kim              | KO                     | 3,(8)       | 06-06-1987 | Hongcheon,Corea del Sur |                                                  |
| G                                         | 8-0    | Jae-Chul Hwang            | PTS                    | 8           | 28-03-1987 | Uijeongbu,Corea del Sur |                                                  |
| G                                         | 7-0    | Nobuki Sato               | KO                     | 2 (6),0:37  | 22-02-1987 | Seúl, Corea del Sur     |                                                  |
| G                                         | 6-0    | Woo-Hyun Cho              | KO                     | 1 (6),2:45  | 07-02-1987 | Seúl, Corea del Sur     |                                                  |
| G                                         | 5-0    | Kyong-Mo Chung            | PTS                    | 6           | 28-12-1986 | Seúl, Corea del Sur     |                                                  |
| G                                         | 4-0    | In-Shik Kim               | KO                     | 2,(4)       | 21-12-1986 | Seúl, Corea del Sur     |                                                  |
| G                                         | 3-0    | Yong-Ouk Kang             | PTS                    | 4           | 14-12-1986 | Seúl, Corea del Sur     |                                                  |
| G                                         | 2-0    | Miun-Chil Park            | PTS                    | 4           | 12-12-1986 | Seúl, Corea del Sur     |                                                  |
| G                                         | 1-0    | Hak-Soo Kim               | KO                     | 1,(4)       | 09-12-1986 | Seúl, Corea del Sur     | Debut profesional                                |

| Predecesor: Antonio Esparragoza | Campeón Mundial pluma de la AMB 30-03-1991 a 04-12-1993 | Sucesor: Eloy Rojas |